# Народная партия Каталонии
Народная партия Каталонии (кат. Partit Popular Català — PPC, исп. Partido Popular de Cataluña; на кастильском диалекте встречается наименование Partido Popular Catalán) — правоцентристская политическая партия Каталонии. Является филиалом Народной партии (Испания) в Каталонии. До 2012 года носила другое название — Partit Popular de Catalunya.
Партия выступает не только против независимости Каталонии, но и против укрепления её самоуправления.
На досрочных парламентских выборах в Каталонии в 2012 году Народная партия набрала 13 % голосов и, соответственно, оказалась на четвёртом месте и получила 19 мест в Парламенте Каталонии.